# Vol CommutAir 4821
Le 3 janvier 1992, un Beechcraft 1900C assurant le vol CommutAir 4821 s'est écrasé sur une colline boisée près de Saranac Lake, dans l'État de New York, alors qu'il effectuait une approche ILS sur la piste 23 de l'aéroport régional d'Adirondack (en). Il y a eu deux personnes tuées dans l'accident et deux survivants.

## Accident
Le vol 4821 était un vol régulier, opéré pour le compte d'USAir Express, partit tôt le matin de Plattsburgh, dans l'État de New York, à Newark, dans le New Jersey, avec des escales intermédiaires à Saranac Lake et Albany, dans l'État de New York. 
L'équipage du vol 4281 était composé du commandant Kevin St. Germain, 30 ans, et du copilote Dean Montana, 23 ans. Il y avait deux passagers à bord, dont l'un était un employé de CommutAir en congé.
Lors de la descente vers Saranac Lake, l'équipage est descendu sous la pente de descente et s'est écrasé sur une colline à 5h45. Le copilote Montana et le passager employé de la compagnie ont été tués dans le crash, tandis que le commandant St. Germain et l'autre passager ont survécu à l'accident avec des blessures légères.

## Enquête
L'avion n'était pas tenu d'être équipé d'un enregistreur de paramètres (FDR), par conséquent, aucun enregistreur de de paramètres de vol n'était présent à bord. Il était équipé d'un enregistreur phonique (CVR), mais celui-ci a été brûlé au point que les données qu'il contenait n'étaient plus utilisables. Le Conseil national de la sécurité des transports (NTSB) a donc utilisé les données de position de l'avion provenant du contrôle du trafic aérien, les débris de l'avion, les entretiens avec les survivants et les informations météorologiques pour trouver la cause probable du crash.
Le NTSB a déterminé que la cause principale de l'accident est une erreur de pilotage. En effet, le commandant n'a pas réussi à stabiliser son approche, à vérifier ses instruments de bord et est descendu sous l'altitude minimale de sécurité. Le copilote n'a pas surveillé le bon déroulement de l'approche, notamment l'altitude à laquelle ils devait se maintenir en palier. Les facteurs contributifs à l'accident étaient les conditions météorologiques sur la zone de l'aéroport et d'éventuelle interférence statique causées par les précipitations, ce qui aurait pu causer des indications de pente de descente erronée. 